# Битля
Би́тля — село в Борынской поселковой общине Самборского района Львовской области Украины. Население составляло 864 жителя.

## Население
- 1880—1355 жителей, кат. 1, гр.кат. 1281, иуд. 72[3].
- 1921—1776 жителей.
- 1970—2141 житель, 573 двора.[4]
- 1989—2000 жителей (988 муж., 1012 жен.)[5]
- 2001—1101 житель[6].